# Perevalske, Vasîlkivka
Perevalske (în ucraineană Перевальське) este un sat în comuna Debalțeve din raionul Vasîlkivka, regiunea Dnipropetrovsk, Ucraina.

## Demografie
Componența lingvistică a localității Perevalske
     Ucraineană (97,96%)
     Rusă (2,04%)
Conform recensământului din 2001, majoritatea populației localității Perevalske era vorbitoare de ucraineană (97,96%), existând în minoritate și vorbitori de rusă (2,04%).